# Eliminatoria a la Copa Africana de Naciones Sub-17 2023
La Eliminatoria a la Copa Africana de Naciones Sub-17 2023 una competición de fútbol masculino sub-17 que decidirá los equipos que participarán en la Copa Africana Sub-17 de Naciones 2023.
Los jugadores nacidos el 1 de enero de 2006 o después podían participar en la competición. Un total de doce equipos se clasificarán y podrán jugar en el torneo final, incluida Argelia, que se clasificó automáticamente como anfitriona.

## Participantes
Esta será la primera edición de la Copa Africana de Naciones Sub-17 que se expandirá a 12 equipos en lugar de ocho. Cada una de las seis zonas recibió dos lugares en el torneo final.
| - Argelia (Q) (H) - Marruecos - Egipto | - Túnez - Libia |

| - Cabo Verde (H) - Liberia - Malí | - Mauritania - Senegal - Sierra Leona |

| - Benín - Burkina Faso - Costa de Marfil - Ghana (H) | - Níger - Nigeria - Togo |

| - Camerún - Chad - Congo - Gabón (H) | - Guinea Ecuatorial - República Centroafricana - República Democrática del Congo - Santo Tomé y Príncipe |

| - Etiopía (H) - Tanzania - Uganda - Sudán del Sur | - Burundi - Somalia |

| - Angola - Botsuana - Comoras - Suazilandia - Malaui - Zambia - Zimbabue | - Lesoto - Madagascar - Mauricio - Mozambique - Sudáfrica(H) - Namibia - Seychelles |

Notas
- Los equipos en negrita se clasificaron para el torneo final.
- (H): Anfitriones del torneo de clasificación.
- (Q): Clasificado automáticamente para el torneo final, independiente de los resultados de la clasificación.

## Zona Norte

### Grupo A
| Equipo    | Pts | PJ | PG | PE | PP | GF | GC | Dif |
| --------- | --- | -- | -- | -- | -- | -- | -- | --- |
| Marruecos | 9   | 3  | 3  | 0  | 0  | 5  | 1  | +4  |
| Egipto    | 3   | 3  | 1  | 0  | 2  | 5  | 5  | 0   |
| Libia     | 3   | 3  | 1  | 0  | 2  | 4  | 5  | -1  |
| Túnez     | 3   | 3  | 1  | 0  | 2  | 4  | 7  | -3  |

| 8 de noviembre de 2022 | Túnez | 0:2 (0:0) | Marruecos                       | Estadio 5 de julio de 1962, Argel, Argelia |                                        |
| 15:00 (UTC+1)          |       | Reporte   | - Maali 56' (pen.) - Bakhti 86' | Árbitro(s): Abdoul Karim Twagiramukiza     | Árbitro(s): Abdoul Karim Twagiramukiza |

| 8 de noviembre de 2022 | Libia                             | 2:1 (1:1) | Egipto                 | Estadio 5 de julio de 1962, Argel, Argelia |                              |
| 18:15 (UTC+1)          | - Al Mesmari 37' - Al Zakouzi 58' | Reporte   | - Mohamed 45+1' (pen.) | Árbitro(s): Lahlou Benbraham               | Árbitro(s): Lahlou Benbraham |

| 11 de noviembre de 2022 | Egipto                                           | 3:1 (1:0) | Túnez           | Estadio 5 de julio de 1962, Argel, Argelia |                          |
| 15:00 (UTC+1)           | - Abdel-Aziz 15' - Moawad 54' - Abdelkarim 90+1' | Reporte   | - Al Gharbi 81' | Árbitro(s): Mohamed Agha                   | Árbitro(s): Mohamed Agha |

| 11 de noviembre de 2022 | Marruecos    | 1:0 (1:0) | Libia | Estadio 5 de julio de 1962, Argel, Argelia |                           |
| 18:15 (UTC+1)           | - Ashtar 24' | Reporte   |       | Árbitro(s): Youcef Gamouh                  | Árbitro(s): Youcef Gamouh |

| 14 de noviembre de 2022 | Túnez                                   | 3:2 (0:1) | Libia                                | Estadio 5 de julio de 1962, Argel, Argelia |                              |
| 15:00 (UTC+1)           | - Dendani 54' (pen.), 80' - Amdouni 87' | Reporte   | - Al Mabrouk 4' (pen.) - Kerwash 84' | Árbitro(s): Lahlou Benbraham               | Árbitro(s): Lahlou Benbraham |

| 14 de noviembre de 2022 | Egipto           | 1:2 (0:1) | Marruecos             | Estadio Salem Mabrouki, Argel, Argelia |                                        |
| 15:00 (UTC+1)           | - Abdel-Aziz 58' | Reporte   | - Maali 7' - Nair 45' | Árbitro(s): Abdoul Karim Twagirumukiza | Árbitro(s): Abdoul Karim Twagirumukiza |

## Zona Oeste A
Las eliminatorias de la Zona A de WAFU para la Copa Africana de Naciones Sub-17 es organizada por Mauritania y los partidos se jugaron entre el 1 y el 9 de octubre de 2022. El sorteo se anunció el 21 de julio de 2022.
Los seis equipos se dividieron en dos grupos de tres equipos. Los ganadores y los subcampeones de cada grupo avanzaron a las semifinales.

### Grupo A
| Equipo       | Pts           | PJ            | PG            | PE            | PP            | GF            | GC            | Dif           |
| ------------ | ------------- | ------------- | ------------- | ------------- | ------------- | ------------- | ------------- | ------------- |
| Sierra Leona | 3             | 1             | 1             | 0             | 0             | 3             | 0             | +3            |
| Mauritania   | 0             | 1             | 0             | 0             | 1             | 0             | 3             | -3            |
| Liberia      | Descalificado | Descalificado | Descalificado | Descalificado | Descalificado | Descalificado | Descalificado | Descalificado |

| 1 de octubre de 2022 | Mauritania | 0:3 (0:2) | Sierra Leona                   | Estadio Cheikha Ould Boïdiya, Nuakchot, Mauritania |                               |
| 18:00 (UTC±0)        |            | Reporte   | - 11', 32' Sesay - 48' Bangura | Árbitro(s): Lenine dos Santos                      | Árbitro(s): Lenine dos Santos |

| 3 de octubre de 2022 | Liberia | Cancelado | Mauritania | Estadio Cheikha Ould Boïdiya, Nuakchot, Mauritania |                  |
| 21:00 (UTC±0)        |         | Reporte   |            | Árbitro(s): [[]]                                   | Árbitro(s): [[]] |

| 5 de octubre de 2022 | Sierra Leona | Cancelado | Liberia | Estadio Cheikha Ould Boïdiya, Nuakchot, Mauritania |                  |
| 18:00 (UTC±0)        |              | Reporte   |         | Árbitro(s): [[]]                                   | Árbitro(s): [[]] |

### Grupo B
| Equipo     | Pts | PJ | PG | PE | PP | GF | GC | Dif |
| ---------- | --- | -- | -- | -- | -- | -- | -- | --- |
| Malí       | 6   | 2  | 2  | 0  | 0  | 9  | 2  | +7  |
| Senegal    | 3   | 2  | 1  | 0  | 1  | 7  | 2  | +5  |
| Cabo Verde | 0   | 2  | 0  | 0  | 2  | 1  | 13 | -12 |

| 1 de octubre de 2022 | Cabo Verde | 0:6 (0:3) | Senegal                                                   | Estadio Cheikha Ould Boïdiya, Nuakchot, Mauritania |                          |
| 21:00 (UTC±0)        |            | Reporte   | - 11' Touré - 35', 89' Sylla - 39' Sadio - 72', 82' Diouf | Árbitro(s): Alhaji Kabia                           | Árbitro(s): Alhaji Kabia |

| 3 de octubre de 2022 | Malí                                                                   | 7:1 (4:0) | Cabo Verde                | Estadio Cheikha Ould Boïdiya, Nuakchot, Mauritania |                           |
| 18:00 (UTC±0)        | - Diarra 8', 10', 44' - Tia 14' - Kanaté 66' - Barry 71' - Sissoko 89' | Reporte   | - B. Coulibaly 78' (a.g.) | Árbitro(s): Stanley Konah                          | Árbitro(s): Stanley Konah |

| 5 de octubre de 2022 | Senegal    | 1:2 (0:1) | Malí                   | Estadio Cheikha Ould Boïdiya, Nuakchot, Mauritania |                             |
| 21:00 (UTC±0)        | - Sall 64' | Reporte   | - 20' Diarra - 68' Tia | Árbitro(s): Mathioro Diabel                        | Árbitro(s): Mathioro Diabel |

### Fase final
|  | Semifinales  | Semifinales  | Semifinales |      |         | Final   | Final | Final |  |
|  |              |              |             |      |         |         |       |       |  |
|  |              |              |             |      |         |         |       |       |  |
|  | Sierra Leona | Sierra Leona | 0 (5)       |      |         |         |       |       |  |
|  | Sierra Leona | Sierra Leona | 0 (5)       |      |         |         |       |       |  |
|  | Senegal      | Senegal      | 0 (6)       |      |         |         |       |       |  |
|  | Senegal      | Senegal      | 0 (6)       |      | Senegal | Senegal | 1 (2) |       |  |
|  |              |              |             |      | Senegal | Senegal | 1 (2) |       |  |
|  |              |              | Malí        | Malí | 1 (4)   |         |       |       |  |
|  | Malí         | Malí         | Malí        | Malí | 1 (4)   | 2       |       |       |  |
|  | Malí         | Malí         |             |      |         | 2       |       |       |  |
|  | Mauritania   | Mauritania   | 0           |      |         |         |       |       |  |
|  | Mauritania   | Mauritania   | 0           |      |         |         |       |       |  |
|  |              |              |             |      |         |         |       |       |  |

#### Semifinales
| 7 de octubre de 2022 | Sierra Leona                                                          | 0:0 (5:6 p.)               | Senegal                                                              | Estadio Cheikha Ould Boïdiya, Nuakchot, Mauritania |                              |
| 18:00 (UTC±0)        |                                                                       | Reporte                    |                                                                      | Árbitro(s): Raimundo Correia                       | Árbitro(s): Raimundo Correia |
|                      |                                                                       | Tiros desde el punto penal |                                                                      |                                                    |                              |
|                      | - Bangura - Bah - Alie Koroma - Abu Koroma - Fornah - Kamara - Conteh |                            | - F. Diouf - A. Touré - Diao - A. Diouf - I. Touré - Dorival - Sadio |                                                    |                              |

| 7 de octubre de 2022 | Malí                            | 2:0 (1:0) | Mauritania | Estadio Cheikha Ould Boïdiya, Nuakchot, Mauritania |                            |
| 21:00 (UTC±0)        | - I. Diarra 10' - A. Diarra 85' | Reporte   |            | Árbitro(s): Aïssatou Kanté                         | Árbitro(s): Aïssatou Kanté |

#### Final
| 9 de octubre de 2022 | Senegal                            | 1:1 (1:0) (2:4 p.)         | Malí                                     | Estadio Cheikha Ould Boïdiya, Nuakchot, Mauritania |                          |
| 19:00 (UTC±0)        | - A. Diouf 45'                     | Reporte                    | - 53' I. Diarra                          | Árbitro(s): Alhasan Bass                           | Árbitro(s): Alhasan Bass |
|                      |                                    | Tiros desde el punto penal |                                          |                                                    |                          |
|                      | - Diouf - A. Touré - Diao - Diallo |                            | - Barry - M. Traoré - Coulibaly - Kanaté |                                                    |                          |

## Zona Oeste B
Los partidos de clasificación UAFU Zona B que sirve como torneo de clasificación para la Copa Africana de Naciones Sub-17, está previsto que sea organizado por Ghana del 11 al 24 de junio de 2022.
Todas las horas son locales, GMT (UTC±0).

### Grupo A
| Equipo  | Pts | PJ | PG | PE | PP | GF | GC | Dif |
| ------- | --- | -- | -- | -- | -- | -- | -- | --- |
| Nigeria | 6   | 2  | 2  | 0  | 0  | 7  | 3  | +4  |
| Ghana   | 3   | 2  | 1  | 0  | 1  | 5  | 4  | +1  |
| Togo    | 0   | 2  | 0  | 0  | 2  | 1  | 6  | -5  |

| 11 de junio de 2022 | Ghana                               | 2:4 (0:2)           | Nigeria                                            | Cape Coast Sports Stadium, Cape Coast, Ghana |                              |
| 16:00 (UTC±0)       | - Salifou 58' - Agyemang 88' (pen.) | CAF Reporte Reporte | - 12' Michael - 42' Williams - 51' Azeez - 78' Eke | Árbitro(s): Daniel Luc Kassa                 | Árbitro(s): Daniel Luc Kassa |

| 14 de junio de 2022 | Nigeria                              | 3:1 (2:0)           | Togo            | Cape Coast Sports Stadium, Cape Coast, Ghana |                            |
| 00:00 (UTC±0)       | - Iyede 11' - Williams 23' - Eke 82' | CAF Reporte Reporte | - 75' Ahouankpo | Árbitro(s): Tuoniféré Soro                   | Árbitro(s): Tuoniféré Soro |

| 17 de junio de 2022 | Togo | 0:3 (0:0) | Ghana                                          | Cape Coast Sports Stadium, Cape Coast, Ghana |                                |
| 00:00 (UTC±0)       |      | Reporte   | - 55' Adua - 77' Salifou - 80' (pen.) Agyemang | Árbitro(s): Sadou Ali Barhamou               | Árbitro(s): Sadou Ali Barhamou |

### Grupo B
| Equipo          | Pts | PJ | PG | PE | PP | GF | GC | Dif |
| --------------- | --- | -- | -- | -- | -- | -- | -- | --- |
| Burkina Faso    | 9   | 3  | 3  | 0  | 0  | 8  | 4  | +4  |
| Costa de Marfil | 3   | 3  | 1  | 0  | 2  | 10 | 8  | +2  |
| Benín           | 3   | 3  | 1  | 0  | 2  | 5  | 7  | -2  |
| Níger           | 3   | 3  | 1  | 0  | 2  | 5  | 9  | -4  |

| 12 de junio de 2022 | Costa de Marfil                    | 2:3 (1:1) | Benín                           | Cape Coast Sports Stadium, Cape Coast, Ghana |                         |
| 16:00 (UTC±0)       | - Diamande 12' - Baboni 80' (a.g.) | Reporte   | - 45+2', 49' Ourou - 87' Arouna | Árbitro(s): Bado Benoit                      | Árbitro(s): Bado Benoit |

| 12 de junio de 2022 | Burkina Faso           | 2:1 (1:1) | Níger           | Cape Coast Sports Stadium, Cape Coast, Ghana |                          |
| 19:00 (UTC±0)       | - Aziz 5' - Bougma 53' | Reporte   | - 16' Mansourou | Árbitro(s): Julian Nunoo                     | Árbitro(s): Julian Nunoo |

| 15 de junio de 2022 | Níger             | 1:6 (1:5) | Costa de Marfil                                                         | Cape Coast Sports Stadium, Cape Coast, Ghana |                               |
| 16:00 (UTC±0)       | - Abdoulkadre 11' | Reporte   | - 15' N'Goran - 17' Soro - 26' Inza - 38', 45+1' Diamande - 87' Doumbia | Árbitro(s): Abdulsalam Kassim                | Árbitro(s): Abdulsalam Kassim |

| 15 de junio de 2022 | Benín       | 1:2 (1:1) | Burkina Faso                     | Cape Coast Sports Stadium, Cape Coast, Ghana |                           |
| 19:00 (UTC±0)       | - Seidu 15' | Reporte   | - 12' Bougma - 51' (pen.) Camara | Árbitro(s): Gnama Aklesso                    | Árbitro(s): Gnama Aklesso |

| 18 de junio de 2022 | Costa de Marfil                | 2:4(1:0) | Burkina Faso                                       | Cape Coast Sports Stadium, Cape Coast, Ghana |                                   |
| 00:00 (UTC±0)       | - Soro 6' (pen.) - Doumbia 60' | Reporte  | - Ouattara 67' - Camara 78', 82' - Ouédraogo 90+3' | Árbitro(s): Julian Nii Akwa Nunoo            | Árbitro(s): Julian Nii Akwa Nunoo |

| 18 de junio de 2022 | Níger                       | 3:1     | Benín        | Cape Coast Sports Stadium, Cape Coast, Ghana |                  |
| 00:00 (UTC±0)       | - Issoufou 20' - Yacouba ?' | Reporte | - Arouna 34' | Árbitro(s): [[]]                             | Árbitro(s): [[]] |

### Fase final
|  | Semifinales                             | Semifinales  |                                         |   | Final | Final |
|  |                                         |              |                                         |   |       |       |
|  | 21 de junio - Cape Coast Sports Stadium |              |                                         |   |       |       |
|  |                                         |              |                                         |   |       |       |
|  | Nigeria                                 | 3            |                                         |   |       |       |
|  | Nigeria                                 | 3            | 24 de junio - Cape Coast Sports Stadium |   |       |       |
|  | Costa de Marfil                         | 1            |                                         |   |       |       |
|  | Costa de Marfil                         | 1            | Nigeria                                 | 2 |       |       |
|  | 21 de junio - Cape Coast Sports Stadium |              | Nigeria                                 | 2 |       |       |
|  |                                         | Burkina Faso | 1                                       |   |       |       |
|  | Burkina Faso                            | Burkina Faso | 1                                       | 1 |       |       |
|  | Burkina Faso                            |              |                                         | 1 |       |       |
|  | Ghana                                   | 0            |                                         |   |       |       |
|  | Ghana                                   | 0            | Partido por el tercer puesto            |   |       |       |
|  |                                         |              |                                         |   |       |       |
|  | 24 de junio - Cape Coast Sports Stadium |              |                                         |   |       |       |
|  |                                         |              |                                         |   |       |       |
|  | Costa de Marfil                         | 2            |                                         |   |       |       |
|  | Costa de Marfil                         | 2            |                                         |   |       |       |
|  | Ghana                                   | 3            |                                         |   |       |       |

#### Semifinales
| 21 de junio de 2022 | Nigeria                            | 3:1 (2:1)           | Costa de Marfil      | Cape Coast Sports Stadium, Cape Coast, Ghana |                                |
| 15:00 (UTC±0)       | - Michael 31', 43' - Abdullahi 61' | CAF Reporte Reporte | - 2' (pen.) Diomandé | Árbitro(s): Sadou Ali Brahamou               | Árbitro(s): Sadou Ali Brahamou |

| 21 de junio de 2022 | Burkina Faso        | 1:0 (0:0)           | Ghana | Cape Coast Sports Stadium, Cape Coast, Ghana |                            |
| 18:30 (UTC±0)       | - Camara 65' (pen.) | CAF Reporte Reporte |       | Árbitro(s): Aklessso Gnama                   | Árbitro(s): Aklessso Gnama |

#### Tercer puesto
| 24 de junio de 2022 | Costa de Marfil                   | 2:3 (1:1)           | Ghana                                           | Cape Coast Sports Stadium, Cape Coast, Ghana |                         |
| 15:00 (UTC±0)       | - Diamande 6' (pen.) - Sidick 72' | CAF Reporte Reporte | - 9' (pen.) Rashid - 58' Apokum - 90+2' Salifou | Árbitro(s): Benoît Bado                      | Árbitro(s): Benoît Bado |

#### Final
| 24 de junio de 2022 | Nigeria              | 2:1 (1:1)           | Burkina Faso    | Cape Coast Sports Stadium, Cape Coast, Ghana |                          |
| 18:30 (UTC±0)       | - Adbullahi 22', 48' | CAF Reporte Reporte | - 42' Ouédraogo | Árbitro(s): Julian Nunoo                     | Árbitro(s): Julian Nunoo |

## Zona Central
Inicialmente los clasificatorios de UNIFFAC para la Copa Africana de Naciones Sub-17 se llevarían a cabo en Camerún entre el 7 y el 12 de enero de 2023,  sin embargo,  debido al fraude de edad presentado por la selección de Camerún, la competencia se postergó desarrollándose entre el 12  y el 24 de enero de 2023.
Los dos equipos que terminen primeros en las clasificatorias de UNIFFAC, asegurarán sus lugares para la Copa Africana de Naciones Sub-17, que tendrá lugar en Argelia del 8 al 30 de abril de 2023.

#### Grupo único
| Equipo                   | Pts            | PJ             | PG             | PE             | PP             | GF             | GC             | Dif            |
| ------------------------ | -------------- | -------------- | -------------- | -------------- | -------------- | -------------- | -------------- | -------------- |
| Camerún                  | 6              | 2              | 2              | 0              | 0              | 6              | 0              | 6              |
| Congo                    | 3              | 2              | 1              | 0              | 1              | 3              | 2              | 1              |
| República Centroafricana | 0              | 2              | 0              | 0              | 2              | 0              | 7              | -7             |
| RD Congo                 | Se automargina | Se automargina | Se automargina | Se automargina | Se automargina | Se automargina | Se automargina | Se automargina |
| Chad                     | Descalificado  | Descalificado  | Descalificado  | Descalificado  | Descalificado  | Descalificado  | Descalificado  | Descalificado  |

| 12 de enero de 2023 | Camerún                                                                          | 4:0 (1:0) | República Centroafricana | Stade Omnisports, Limbé, Camerún |  |
| 15:00 (UTC+1)       | - Collins Phares Akamba 35' - Tizé Abib 56' - Dorinel Angel Yondjo Mata 70', 73' | Reporte   |                          |                                  |  |

| 15 de enero de 2023 | Congo | 0:2 (0:0) | Camerún                                             | Stade Omnisports, Limbé, Camerún |  |
| 10:00 (UTC+1)       |       | Reporte   | - Dorinel Yondjo Matah 79' - Harouna Djibirin 90+5' |                                  |  |

| 18 de enero de 2023 | Congo                           | 3:0 (1:0) | República Centroafricana | Stade Omnisports, Limbé, Camerún |  |
| 11:00 (UTC+1)       | - Bizenga 36', 77' - Nzouzi 53' | Reporte   |                          |                                  |  |

## Zona Centro Este
Las eliminatorias de la CECAFA para la Copa Africana de Naciones Sub-17 se realizó en Etiopía en 2022, durante el mes de octubre.
Todas las horas son locales, EAT (UTC+3).

## Formato
Los diez equipos se dividieron inicialmente en dos grupos de cinco equipos. Etiopía, Tanzania, Somalia, Sudán del Sur y Eritrea fueron sorteados en el Grupo A y Uganda, Yibuti, Sudán, Burundi y Ruanda fueron sorteados en el Grupo B. Sin embargo, el 26 de septiembre, Eritrea y Ruanda se retiraron de la competencia, dejando a ambos grupos con cuatro equipos. El 1 de octubre, Yibuti y Sudán fueron descalificados del torneo después de que algunos de sus jugadores no pasaran la prueba de resonancia magnética, dejando al Grupo B con solo dos equipos.
Luego se llevó a cabo un nuevo sorteo el 2 de octubre, con tres equipos sorteados en dos grupos. Los ganadores y los subcampeones de cada grupo avanzaron a las semifinales.

### Grupo A
| Equipo   | Pts | PJ | PG | PE | PP | GF | GC | Dif |
| -------- | --- | -- | -- | -- | -- | -- | -- | --- |
| Tanzania | 6   | 2  | 2  | 0  | 0  | 5  | 3  | +2  |
| Somalia  | 3   | 2  | 1  | 0  | 1  | 2  | 2  | 0   |
| Etiopía  | 0   | 2  | 0  | 0  | 2  | 2  | 4  | -2  |

| 3 de octubre de 2022 | Etiopía | 0:1 (0:1) | Somalia       | Estadio Abebe Bikila, Adís Abeba, Etiopía |                                |
| 16:00 (UTC+3)        |         | Reporte   | - 12' Mohamed | Árbitro(s): Djaffari Nduwimana            | Árbitro(s): Djaffari Nduwimana |

| 6 de octubre de 2022 | Tanzania                  | 3:2 (2:2) | Etiopía          | Estadio Abebe Bikila, Adís Abeba, Etiopía |                           |
| 16:00 (UTC+3)        | - Otto 3', 15' - Iddi 87' | Reporte   | - 9', 20' Seyoum | Árbitro(s): Jelly Chavani                 | Árbitro(s): Jelly Chavani |

| 9 de octubre de 2022 | Somalia          | 1:2 (1:0) | Tanzania        | Estadio Abebe Bikila, Adís Abeba, Etiopía |                             |
| 13:00 (UTC+3)        | - I. Mohamed 38' | Reporte   | - 75', 79' Otto | Árbitro(s): Yasir Abdelaziz               | Árbitro(s): Yasir Abdelaziz |

### Grupo B
| Equipo        | Pts | PJ | PG | PE | PP | GF | GC | Dif |
| ------------- | --- | -- | -- | -- | -- | -- | -- | --- |
| Uganda        | 6   | 2  | 2  | 0  | 0  | 8  | 1  | +7  |
| Sudán del Sur | 1   | 2  | 0  | 1  | 1  | 2  | 5  | -3  |
| Burundi       | 1   | 2  | 0  | 1  | 1  | 1  | 5  | -4  |

| 3 de octubre de 2022 | Uganda                                    | 4:0 (3:0) | Burundi | Estadio Abebe Bikila, Adís Abeba, Etiopía |                               |
| 13:00 (UTC+3)        | - Yiga 17', 45' - Nkoola 35' - Okello 55' | Reporte   |         | Árbitro(s): Abdulsalam Kassim             | Árbitro(s): Abdulsalam Kassim |

| 6 de octubre de 2022 | Sudán del Sur | 1:4 (0:3) | Uganda                                             | Estadio Abebe Bikila, Adís Abeba, Etiopía |                           |
| 13:00 (UTC+3)        | - Okenny 67'  | Reporte   | - 25', 51' Nkoola - 37' Sembuusi - 45+1' Walusimbi | Árbitro(s): Ahmed Arajiga                 | Árbitro(s): Ahmed Arajiga |

| 9 de octubre de 2022 | Burundi           | 1:1 (0:0) | Sudán del Sur | Estadio Abebe Bikila, Adís Abeba, Etiopía |                              |
| 16:00 (UTC+3)        | - Harimbabazi 65' | Reporte   | - 83' Mabil   | Árbitro(s): Shamirah Nabadda              | Árbitro(s): Shamirah Nabadda |

### Fase final
|  | Semifinales                          | Semifinales |                                      |       | Final | Final |
|  |                                      |             |                                      |       |       |       |
|  | 12 de octubre - Estadio Abebe Bikila |             |                                      |       |       |       |
|  |                                      |             |                                      |       |       |       |
|  | Tanzania                             | 1 (3)       |                                      |       |       |       |
|  | Tanzania                             | 1 (3)       | 15 de octubre - Estadio Abebe Bikila |       |       |       |
|  | Sudán del Sur                        | 1 (4)       |                                      |       |       |       |
|  | Sudán del Sur                        | 1 (4)       | Sudán del Sur                        | 1     |       |       |
|  | 12 de octubre - Estadio Abebe Bikila |             | Sudán del Sur                        | 1     |       |       |
|  |                                      | Somalia     | 3                                    |       |       |       |
|  | Uganda                               | Somalia     | 3                                    | 1 (7) |       |       |
|  | Uganda                               |             |                                      | 1 (7) |       |       |
|  | Somalia                              | 1 (8)       |                                      |       |       |       |
|  | Somalia                              | 1 (8)       | Partido por el tercer puesto         |       |       |       |
|  |                                      |             |                                      |       |       |       |
|  | 15 de octubre - Estadio Abebe Bikila |             |                                      |       |       |       |
|  |                                      |             |                                      |       |       |       |
|  | Tanzania                             | 1 (4)       |                                      |       |       |       |
|  | Tanzania                             | 1 (4)       |                                      |       |       |       |
|  | Uganda                               | 1 (3)       |                                      |       |       |       |

#### Semifinales
| 12 de octubre de 2022 | Uganda                                                                           | 1:1 (7:8 p.)               | Somalia                                                                   | Estadio Abebe Bikila, Adís Abeba, Etiopía |                             |
| 12:00 (UTC+3)         | - Ssemwogerere 42'                                                               | Reporte                    | - A. Abdi 44'                                                             | Árbitro(s): Tewodros Mitiku               | Árbitro(s): Tewodros Mitiku |
|                       |                                                                                  | Tiros desde el punto penal |                                                                           |                                           |                             |
|                       | - Yiga - Ssonko - Wandera - Walusimbi - Ssekajugo - Okello - Tumwesigye - Nkoola |                            | - Abdullahi - Abdukadir - Abdalla - Bilal - M. Abdi - A. Abdi - Nor - Ali |                                           |                             |

| 12 de octubre de 2022 | Tanzania                                     | 1:1 (3:4 p.)               | Sudán del Sur                         | Estadio Abebe Bikila, Adís Abeba, Etiopía |                               |
| 15:30 (UTC+3)         | - Charles 71'                                | Reporte                    | - Gem 37'                             | Árbitro(s): Abdulsalam Kassim             | Árbitro(s): Abdulsalam Kassim |
|                       |                                              | Tiros desde el punto penal |                                       |                                           |                               |
|                       | - Omar - Farid - M. Salum - Hamisi - Charles |                            | - Obama - Mabil - Moses - Taban - Gem |                                           |                               |

#### Tercer puesto
| 15 de octubre de 2022 | Tanzania                          | 1:1 (4:1 p.)               | Uganda                 | Estadio Abebe Bikila, Adís Abeba, Etiopía |                             |
| 12:00 (UTC+3)         | - Omar 52'                        | Reporte                    | - Lubega 45+2'         | Árbitro(s): Nasser Houssein               | Árbitro(s): Nasser Houssein |
|                       |                                   | Tiros desde el punto penal |                        |                                           |                             |
|                       | - Omar - M. Salum - Kapil - Farid |                            | - Yiga - Ssonko - Ouke |                                           |                             |

#### Final
| 15 de octubre de 2022 | Sudán del Sur | 1:3     | Somalia                       | Estadio Abebe Bikila, Adís Abeba, Etiopía |                                 |
| 15:00 (UTC+3)         | - Minari 48'  | Reporte | - A. Abdi 6' - Dahir 59', 71' | Árbitro(s): Godfrey Nkhakananga           | Árbitro(s): Godfrey Nkhakananga |

## Zona Sur
Todas las horas son locales, SAST (UTC+2).
Las eliminatorias de la COSAFA para la Copa Africana Sub-17 de Naciones está prevista que se jueguen entre el 2 y el 11 de diciembre de 2022 en Malaui.
Los nueve equipos se dividieron inicialmente en tres grupos de tres equipos. Malaui, Botsuana y Namibia fueron sorteados en el Grupo A; Angola, Sudáfrica y Mauricio fueron sorteados en el Grupo B; y Zambia, Mozambique y Seychelles fueron sorteados en el Grupo C.
Sin embargo, unos días después, Mauricio se retiró de la competencia, dejando el Grupo B con solo dos equipos. Luego se llevó a cabo un nuevo sorteo el 29 de noviembre, con ocho equipos divididos en dos grupos de cuatro equipos. Los ganadores y subcampeones de cada grupo avanzaron a las semifinales.

#### Grupo A
| Equipo   | Pts           | PJ            | PG            | PE            | PP            | GF            | GC            | Dif           |
| -------- | ------------- | ------------- | ------------- | ------------- | ------------- | ------------- | ------------- | ------------- |
| Malaui   | 4             | 2             | 1             | 1             | 0             | 4             | 3             | 0             |
| Botsuana | 4             | 2             | 1             | 1             | 0             | 3             | 2             | 0             |
| Namibia  | 0             | 1             | 0             | 0             | 1             | 1             | 2             | 0             |
| Angola   | Descalificado | Descalificado | Descalificado | Descalificado | Descalificado | Descalificado | Descalificado | Descalificado |

| 2 de diciembre de 2022 | Malaui                      | 2:2 (1:1) | Botsuana                            | Estadio Nacional Bingu, Lilongüe, Malaui |                                   |
| 20:00 (UTC+2)          | - Harrison 32' - Mhango 64' | Reporte   | - 11' Ratshukudu - 47' (a.g.) Banda | Árbitro(s): Njaka Raharimanantsoa        | Árbitro(s): Njaka Raharimanantsoa |

| 4 de diciembre de 2022 | Malaui                    | 2:1 (1:1) | Namibia       | Estadio Nacional Bingu, Lilongüe, Malaui |                            |
| 15:30 (UTC+2)          | - Kanowa 37' - Mzunda 82' | Reporte   | - 27' Nanuseb | Árbitro(s): Wilson Muiange               | Árbitro(s): Wilson Muiange |

| 6 de diciembre de 2022 | Namibia | 0:1 (0:0) | Botsuana         | Estadio Nacional Bingu, Lilongüe, Malaui |                           |
| 12:00 (UTC+2)          |         | Reporte   | - 72' Ratshukudu | Árbitro(s): Darrio Landry                | Árbitro(s): Darrio Landry |

#### Grupo B
| Equipo     | Pts | PJ | PG | PE | PP | GF | GC  | Dif |
| ---------- | --- | -- | -- | -- | -- | -- | --- | --- |
| Zambia     | 9   | 3  | 3  | 0  | 0  | 9  | 1   | 0   |
| Sudáfrica  | 6   | 3  | 2  | 0  | 1  | 12 | 1   | 0   |
| Mozambique | 1   | 3  | 0  | 1  | 2  | 0  | -2  | 0   |
| Seychelles | 1   | 3  | 0  | 1  | 2  | 1  | -18 | 0   |

| 3 de diciembre de 2022 | Seychelles | 0:11 (0:5) | Sudáfrica                                                                                       | Estadio Nacional Bingu, Lilongüe, Malaui |                               |
| 15:30 (UTC+2)          |            | Reporte    | - 4', 9', 26', 45+2', 74' Mabena - 10' Lee - 25' Mokoena - 48', 52', 90+2' Wallis - 57' Manyana | Árbitro(s): Thokozani Dlamini            | Árbitro(s): Thokozani Dlamini |

| 3 de diciembre de 2022 | Zambia      | 1:0 (0:0) | Mozambique | Estadio Nacional Bingu, Lilongüe, Malaui |                                 |
| 18:30 (UTC+2)          | - Zimba 56' | Reporte   |            | Árbitro(s): Godfrey Nkhakananga          | Árbitro(s): Godfrey Nkhakananga |

| 5 de diciembre de 2022 | Mozambique | 0:1 (0:0) | Sudáfrica    | Estadio Nacional Bingu, Lilongüe, Malaui |                                 |
| 15:30 (UTC+2)          |            | Reporte   | - 62' Mabena | Árbitro(s): Thembinkosi Dlamini          | Árbitro(s): Thembinkosi Dlamini |

| 5 de diciembre de 2022 | Zambia                                                      | 7:1 (3:0) | Seychelles  | Estadio Nacional Bingu, Lilongüe, Malaui |                         |
| 18:30 (UTC+2)          | - Mwanza 33', 42', 74', 86', 90+1' - Kapowa 37' - Phiri 64' | Reporte   | 77' Hoareau | Árbitro(s): Eness Gumbo                  | Árbitro(s): Eness Gumbo |

| 7 de diciembre de 2022 | Seychelles | 0:0     | Mozambique | Estadio Nacional Bingu, Lilongüe, Malaui |                                 |
| 19:00 (UTC+2)          |            | Reporte |            | Árbitro(s): Samuel Nghipandulwa          | Árbitro(s): Samuel Nghipandulwa |

| 7 de diciembre de 2022 | Sudáfrica | 0:1 (0:0) | Zambia      | Estadio Nacional Bingu, Lilongüe, Malaui |                            |
| 21:30 (UTC+2)          |           | Reporte   | - 49' Zimba | Árbitro(s): Wilson Muiange               | Árbitro(s): Wilson Muiange |

### Fase final
|  | Semifinales                              | Semifinales |                                          |   | Final | Final |
|  |                                          |             |                                          |   |       |       |
|  | 9 de diciembre - Estadio Nacional Bingu  |             |                                          |   |       |       |
|  |                                          |             |                                          |   |       |       |
|  | Malaui                                   | 1           |                                          |   |       |       |
|  | Malaui                                   | 1           | 11 de diciembre - Estadio Nacional Bingu |   |       |       |
|  | Sudáfrica                                | 5           |                                          |   |       |       |
|  | Sudáfrica                                | 5           | Sudáfrica                                | 0 |       |       |
|  | 9 de diciembre - Estadio Nacional Bingu  |             | Sudáfrica                                | 0 |       |       |
|  |                                          | Zambia      | 1                                        |   |       |       |
|  | Zambia                                   | Zambia      | 1                                        | 4 |       |       |
|  | Zambia                                   |             |                                          | 4 |       |       |
|  | Botsuana                                 | 2           |                                          |   |       |       |
|  | Botsuana                                 | 2           | Partido por el tercer puesto             |   |       |       |
|  |                                          |             |                                          |   |       |       |
|  | 11 de diciembre - Estadio Nacional Bingu |             |                                          |   |       |       |
|  |                                          |             |                                          |   |       |       |
|  | Malaui                                   | 5           |                                          |   |       |       |
|  | Malaui                                   | 5           |                                          |   |       |       |
|  | Botsuana                                 | 2           |                                          |   |       |       |

### Semifinales
| 9 de diciembre de 2022 | Zambia                                     | 4:2 (2:0) | Botsuana                      | Estadio Nacional Bingu, Lilongüe, Malaui |                                 |
| 18:30 (UTC+2)          | 31' Malaya · 45+2', 86' Kapowa · 70' Zimba | Reporte   | 51' Manopolo · 58' Ratshukudu | Árbitro(s): Godfrey Nkhakananga          | Árbitro(s): Godfrey Nkhakananga |

| 9 de diciembre de 2022 | Malaui     | 1:5 (0:1) | Sudáfrica                                     | Estadio Nacional Bingu, Lilongüe, Malaui |                            |
| 21:30 (UTC+2)          | 52' Mzunda | Reporte   | 31' Sibiya · 46', 85', 90+3' Mabena · 74' Lee | Árbitro(s): Wilson Muiange               | Árbitro(s): Wilson Muiange |

### Tercer Puesto
| 11 de diciembre de 2022 | Botsuana                      | 2:5 (0:3) | Malaui                                               | Estadio Nacional Bingu, Lilongüe, Malaui |                            |
| 12:00 (UTC+2)           | 58' Ratshukudu · 79' Matakula | Reporte   | 4' Mkandawire · 20', 66', 90+2' Mzund · 42' Harrison | Árbitro(s): Wilson Muiange               | Árbitro(s): Wilson Muiange |

### Final
| 11 de diciembre de 2022 | Sudáfrica | 0:1 (0:0) | Zambia    | Estadio Nacional Bingu, Lilongüe, Malaui |                                 |
| 17:30 (UTC+2)           |           | Reporte   | 60' Phiri | Árbitro(s): Godfrey Nkhakananga          | Árbitro(s): Godfrey Nkhakananga |

## Equipos clasificados
| Team            | Zone             | Qualified on            | Apariciones anteriores en Copa Africana de Naciones Sub-171 solo torneo final (desde 1995) |
| --------------- | ---------------- | ----------------------- | ------------------------------------------------------------------------------------------ |
| Argelia (hosts) | Zona Norte       | 17 de mayo de 2021      | 1 (2009)                                                                                   |
| Marruecos       | Zona Norte       | 14 de noviembre de 2022 | 1 (2013)                                                                                   |
| Senegal         | Zona Oeste A     | 7 de octubre de 2022    | 2 (2011, 2019)                                                                             |
| Malí            | Zona Oeste A     | 7 de octubre de 2022    | 8 (1995, 1997, 1999, 2001, 2005, 2011, 2015, 2017)                                         |
| Nigeria         | Zona Oeste B     | 21 de junio de 2022     | 9 (1995, 1999, 2001, 2003, 2005, 2007, 2013, 2015, 2019)                                   |
| Burkina Faso    | Zona Oeste B     | 21 de junio de 2022     | 6 (1999, 2001, 2005, 2007, 2009, 2011)                                                     |
| Camerún         | Zona Central     | 15 de enero de 2023     |                                                                                            |
| Congo           | Zona Central     | 18 de enero de 2023     |                                                                                            |
| Sudán del Sur   | Zona Centro Este | 12 de octubre de 2022   | Debut                                                                                      |
| Somalia         | Zona Centro Este | 12 de octubre de 2022   | Debut                                                                                      |
| Zambia          | Zona Sur         | 9 de diciembre de 2022  | 1 (2015)                                                                                   |
| Sudáfrica       | Zona Sur         | 9 de diciembre de 2022  | 3 (2005, 2007,2015)                                                                        |

1 Negrita indica campeones de ese año. La cursiva indica los hosts de ese año.